# Circonferenza inscritta
In geometria, una circonferenza inscritta è la circonferenza tangente a tutti i lati di un poligono, se ciclico. Il suo centro si chiama incentro. Dato che per tre punti non allineati passa una e una sola circonferenza, ogni triangolo ha una sua propria circonferenza inscritta e in ogni poligono tale circonferenza, se esistente, è sempre unica.
Un poligono si può circoscrivere ad una circonferenza se le bisettrici dei suoi angoli si incontrano in un unico punto, l'incentro, ovvero il centro della circonferenza inscritta; il raggio della circonferenza inscritta è invece l'inraggio del poligono ad essa circoscritto.
Nello spazio questo concetto può essere esteso in due modi distinti: la sfera inscritta e l'intersfera.